# ميثاق جامعة الدول العربية

علم جامعة الدول العربية.

ميثاق جامعة الدول العربية هي معاهدة تأسيس جامعة الدول العربية. أبرم الاتفاق في عام 1945 الذي يؤيد مبدأ اقامة وطن عربي مع احترام سيادة الدول الأعضاء. تم الاتفاق على اللائحة الداخلية لمجلس جامعة الدول العربية واللجان في أكتوبر 1951. وافقوا على الأمانة العامة في مايو 1953.
منذ ذلك الحين استند الحكم في جامعة الدول العربية حول ازدواج المؤسسات فوق الوطنية وسيادة الدول الأعضاء. الحفاظ على الدولة الفردية تستمد قوتها من التفضيل الطبيعي من النخب الحاكمة للحفاظ على قوتهم والاستقلال في اتخاذ القرارات. علاوة على ذلك فإن خوف الدول الغنية من مشاركة ثرواتها من قبل الدول الفقيرة باسم القومية العربية يمكن أن يؤدي إلى خلافات بين الحكام العرب وتأثير القوى الخارجية التي قد تعارض الوحدة العربية نحو تكامل أعمق.

## الموقعون الأوليون
تم التصديق على الميثاق يوم 22 مارس 1945 من قبل حكومات سوريا والأردن والعراق والسعودية ولبنان ومصر واليمن الشمالي. الدولة التي تنضم إلى الجامعة العربية تقوم بالتصديق على الميثاق.

## أشكال الحكومة

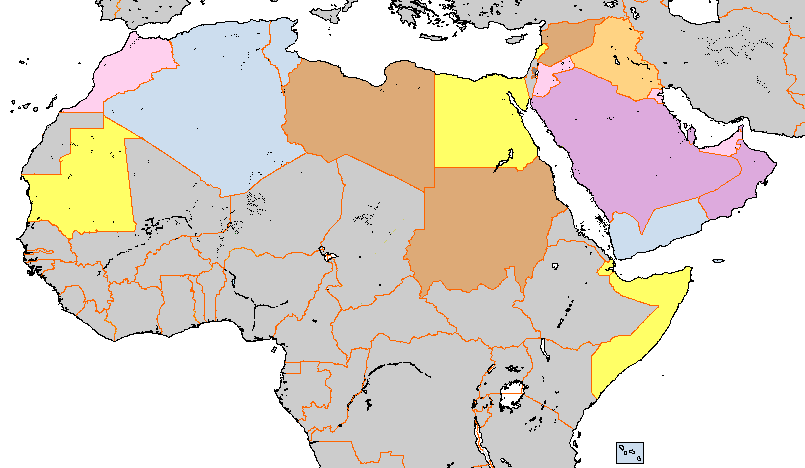
حكومات دول الجامعة العربية

الدول الأعضاء في جامعة الدول العربية تمثل جميع أشكال الحكومة بما في ذلك الأنظمة الملكية سواء المطلقة والدستورية وكذلك الجمهوريات.
| الاسم                    | الشكل الدستوري | رئيس الدولة | أساس الشرعية التنفيذية                                  |
| ------------------------ | -------------- | ----------- | ------------------------------------------------------- |
| الجزائر                  | جمهوري         | تنفيذي      | الرئاسة هيئة تشريعية مستقلة; الحكومة تخضع لثقة البرلمان |
| البحرين                  | ملكية دستورية  | تنفيذي      | الحاكم يتولى السلطة بالتنسيق مع المؤسسات الأخرى         |
| جزر القمر                | جمهوري         | تنفيذي      | الرئاسة مستقلة عن السلطة التشريعية                      |
| جيبوتي                   | جمهوري         | تنفيذي      | الرئاسة هيئة تشريعية مستقلة; الحكومة تخضع لثقة البرلمان |
| مصر                      | جمهوري         | تنفيذي      | الرئاسة هيئة تشريعية مستقلة; الحكومة تخضع لثقة البرلمان |
| العراق                   | جمهوري         | شرفي        | الحكومة تخضع لثقة البرلمان                              |
| الأردن                   | ملكية دستورية  | تنفيذي      | الحاكم يتولى السلطة بالتنسيق مع المؤسسات الأخرى         |
| الكويت                   | ملكية دستورية  | تنفيذي      | الحاكم يتولى السلطة بالتنسيق مع المؤسسات الأخرى         |
| لبنان                    | جمهوري         | شرفي        | الحكومة تخضع لثقة البرلمان                              |
| ليبيا                    | جمهوري         | شرفي        | الحكومة تخضع لثقة البرلمان                              |
| موريتانيا                | جمهوري         | تنفيذي      | الرئاسة هيئة تشريعية مستقلة; الحكومة تخضع لثقة البرلمان |
| المغرب                   | ملكية دستورية  | تنفيذي      | الحاكم يتولى السلطة بالتنسيق مع المؤسسات الأخرى         |
| سلطنة عمان               | ملكي           | تنفيذي      | جميع السلطات تحت تصرف الملك                             |
| قطر                      | ملكي           | تنفيذي      | جميع السلطات تحت تصرف الملك                             |
| السعودية                 | ملكي           | تنفيذي      | جميع السلطات تحت تصرف الملك                             |
| الصومال                  | جمهوري         | شرفي        | الحكومة تخضع لثقة البرلمان                              |
| السودان                  | جمهوري         | تنفيذي      | الرئاسة مستقلة عن السلطة التشريعية                      |
| سوريا                    | غير متوفر      | غير متوفر   | غير متوفرلا أسس دستورية واضحة المعالم للنظام الحالي     |
| تونس                     | جمهوري         | تنفيذي      | الرئاسة هيئة تشريعية مستقلة; الحكومة تخضع لثقة البرلمان |
| الإمارات العربية المتحدة | ملكية دستورية  | تنفيذي      | الحاكم يتولى السلطة بالتنسيق مع المؤسسات الأخرى         |
| اليمن                    | جمهوري         | تنفيذي      | الرئاسة مستقلة عن السلطة التشريعية                      |

## كيانات مستقلة

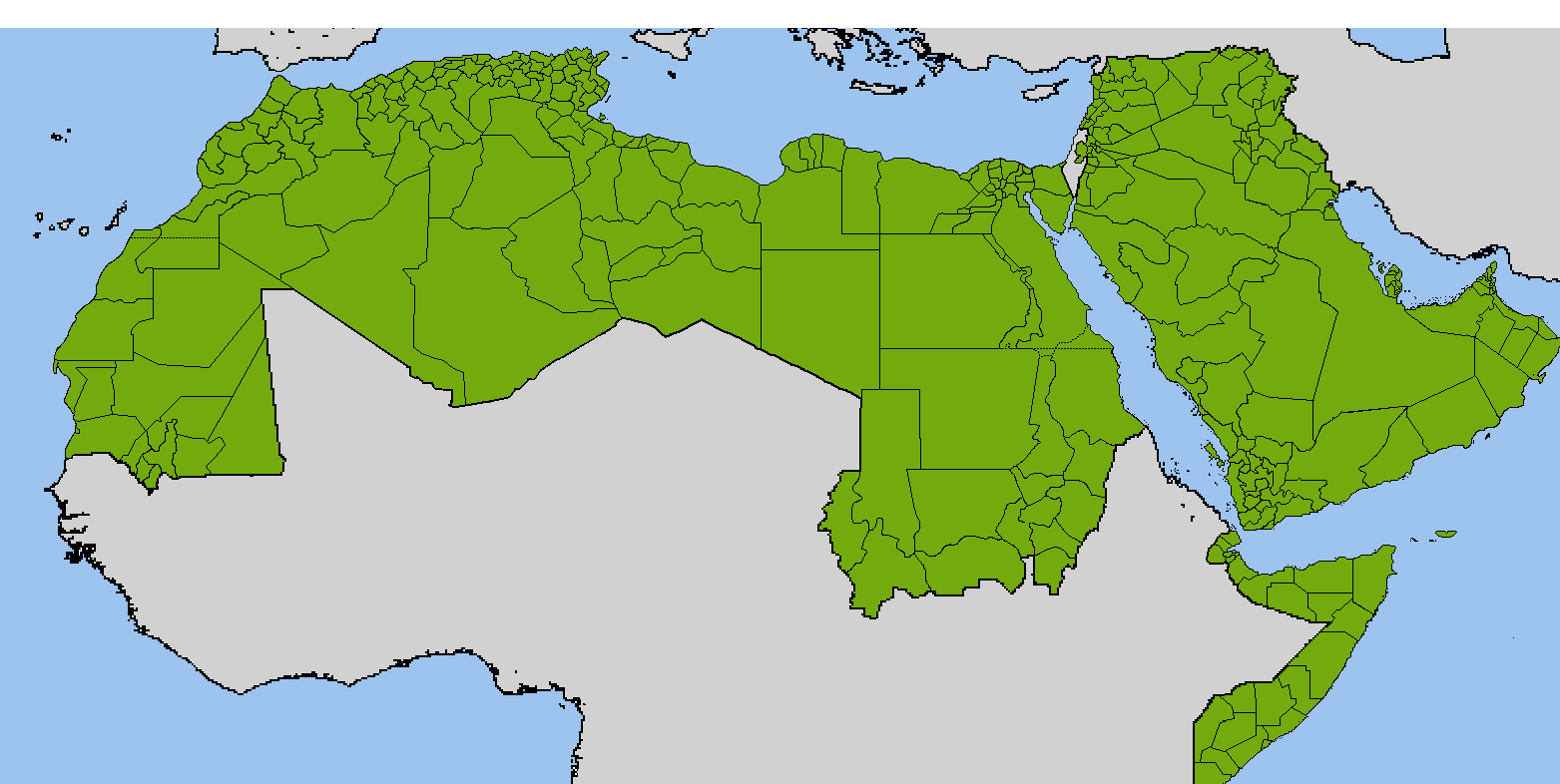
المحافظات العربية

كردستان العراق رسميا هو الكيان المستقل الوحيد في جامعة الدول العربية ولكن العديد من البلدان تعتبر فلسطين ككيان مستقل داخل إسرائيل والسلطة الفلسطينية داخل إسرائيل تمارس بعض القوى ذات سيادة داخل حدودها ولكن ليست حكومة مستقلة تماما. يتم التعرف على المناطق التي تدار عبر السلطة الفلسطينية دوليا التي تحتلها إسرائيل وليس جزءا لهذا البلد. تعترف الجامعة العربية من ناحية أخرى بدولة فلسطين كدولة مستقلة تماما وعاصمتها القدس وتنتشر سفاراتها في جميع الدول العشرين باستثناء الصومال.